# 古斯塔夫·约翰·兰司铁

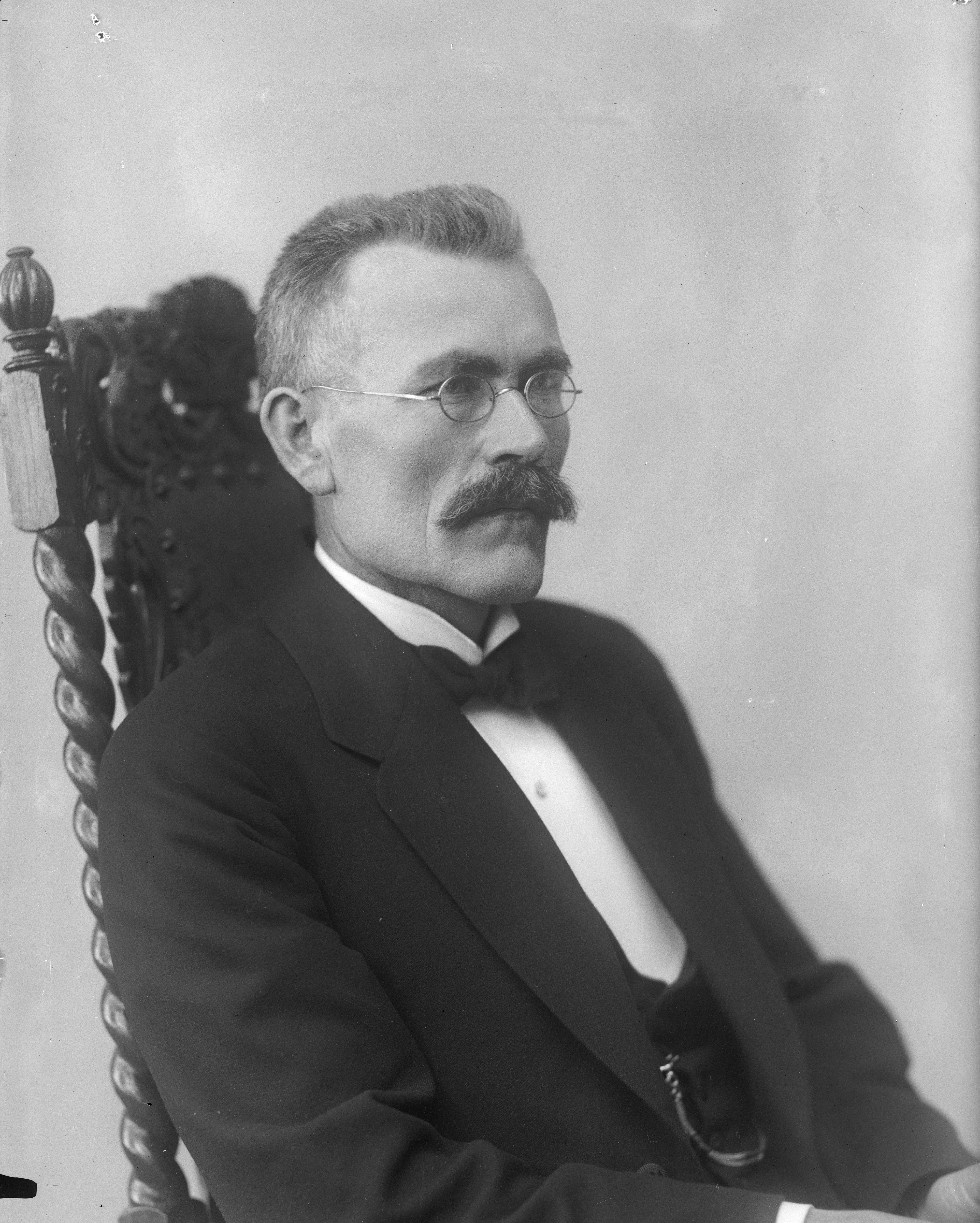
古斯塔夫·約翰·蘭司鐵

古斯塔夫·约翰·兰司铁（瑞典語：Gustaf John Ramstedt，1873年10月22日—1950年11月25日），芬兰语言学家、阿尔泰学奠基人。他一方面否定了其师多纳关于阿尔泰语系与芬兰-乌戈尔语族有联系的说法，另一方面又扩大了阿尔泰语系本身的范围，把朝鲜语和古日语也包括进来。

## 生平
兰司铁1873年10月22日生于俄属芬兰大公国。早年主攻神学和东方语言，后改学梵文和其他语言学科。经其师奥托·唐纳的推荐与鼎力相助，于1898年至1912年间多次外出考察，先后到过俄国喀山、彼得堡、西伯利亚、蒙古（恰克图、库伦等地）和新疆（塔城、乌鲁木齐等地），考察研究蒙古、突厥和通古斯诸语言。1909年在蒙古希乃乌苏地方发现回鹘时代鲁尼文《磨延啜碑》，对研究回鹘汗国历史和古维吾尔语有重大意义。在库伦结识了避难在此的第十三世达赖喇嘛土登嘉措，蒙古封建神权君主国著名政治活动家杭达多尔济、策凌奇密特大喇嘛、海山公等人，以译员身份参加了蒙古王公代表团1911年在彼得堡的秘密进行的外蒙古独立谈判，俄国承诺给予1.5万条枪支援助，当时想成立一个包括内外蒙古和科布多在内的全体蒙古人的民族国家，但因为日俄之间的密约，内蒙古属于日本势力范围，因此这个国家的面积只包括外蒙古。
从1906年开始执教于赫尔辛基大学，讲授蒙古-突厥语历史语言学，著有《论阿尔泰语中的数词》(1907)、《蒙古突厥语动词词干构造》(1912)等。1917年担任赫尔辛基大学阿尔泰语言学特约教授。芬兰独立后，他1919年成为芬兰驻日本的第一代外交官，为期长达10年，为其提供了研究朝鲜语和日语的机会。他利用当时有利条件撰写了《论朝鲜语》(1928)、《朝鲜语语法》(1939)、《日本语史》(1942)等著作。他还是东京帝国大学的客座讲师，他影响了柳田国男、金田一京助、小仓藤新平等人。作为芬兰世界语主席，他在日本逗留期间，大力推广世界语，发展了年轻的诗人宫泽贤治等人。1930年回国后一直在赫尔辛基大学执教，致力于阿尔泰诸语言的比较研究工作。1935年发表的《卡尔梅克语辞典》就是利用阿尔泰诸语言的资料编撰的历史比较辞典。卒于1950年11月25日。

## 影响
学术上主张阿尔泰诸语言有亲缘关系，最早将日语和朝鲜语纳入阿尔泰语系，精于历史比较语法研究，在国际上享有很高的声誉。著作甚丰，以《阿尔泰语言学导论》(Einfuhrung in die Altaische Sprachwissenschaft)最为著名，是作者在阿尔泰学领域中“带有总结性的著作”，这部书由3卷组成：第1卷是阿尔泰语言比较语音学(1957)，第2卷是比较形态学(1952)，第3卷是前两卷的索引(1966)。在这部巨著问世之前他就逝世了，1952年由其学生彭蒂·阿尔托整理出版。有俄译本(1957)和陈伟、沈成明的汉译本(1981)。